# Stemmiulus tremblayi
Stemmiulus tremblayi är en mångfotingart som beskrevs av Demange och Jean-Paul Mauriès 1975. Stemmiulus tremblayi ingår i släktet Stemmiulus och familjen Stemmiulidae. Inga underarter finns listade i Catalogue of Life.